# Orquesta de la Tonhalle de Zúrich
La Orquesta de la Tonhalle de Zúrich (alemán: Tonhalle-Orchester Zürich es una orquesta sinfónica se Suiza con sede en Zúrich. Su sede principal es la Nueva Tonhalle.

## Antecedentes. Los orígenes de la orquesta
Entre los conjuntos musicales precursores en Zúrich están la compañía de música Zum Chorherresaal (alrededor de 1600), Ab dem Musiksaal beim Kornhaus (1613), y la Zum de Fraumünster (1679). En 1812, estos conjuntos se consolidan en una sola organización con el nombre de Allgemeinene Musik-gesellschaft (AMG), que incluye la formación de una orquesta que se realiza sobre una base anual, estacional y no permanente. En la primera historia de la orquesta AMG, sus primeros directores fueron Casimir von Blumenthal (1821-1846) y Franz Abt (1846-1852). El impulso para la creación de una orquesta permanente de Zúrich, vino de Suiza, en 1861, con el Schweizerische Musikfest (Festival de Música Suiza) programado en Zúrich ese año. Los ciudadanos de Zúrich querían que los músicos permanecieran después del Festival, pero la AMG no contaba con los recursos financieros necesarios para establecer una orquesta como residente permanente. Posteriormente, un grupo de ciudadanos de Zúrich fundó la Orchesterverein (Asociación) en 1865 como la primera orquesta permanente de la ciudad. La fundación de la Orquesta Tonhalle de Zúrich la siguió varios años más tarde, en 1868. Ambas formaciones continúan actuando hoy día en Zúrich.

## Historia de la orquesta

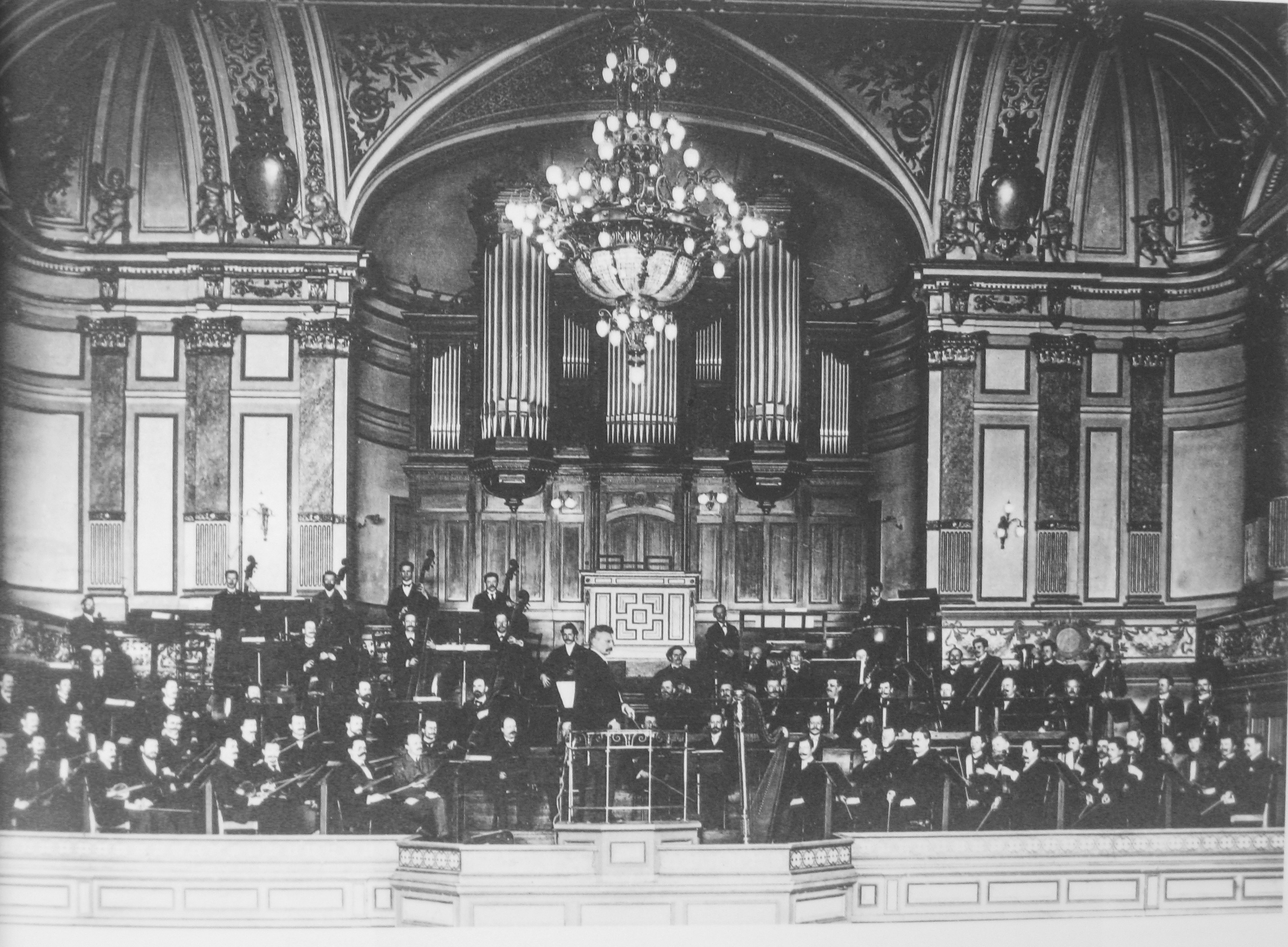
Orquesta de la Tonhalle con Friedrich Hegar, circa 1900

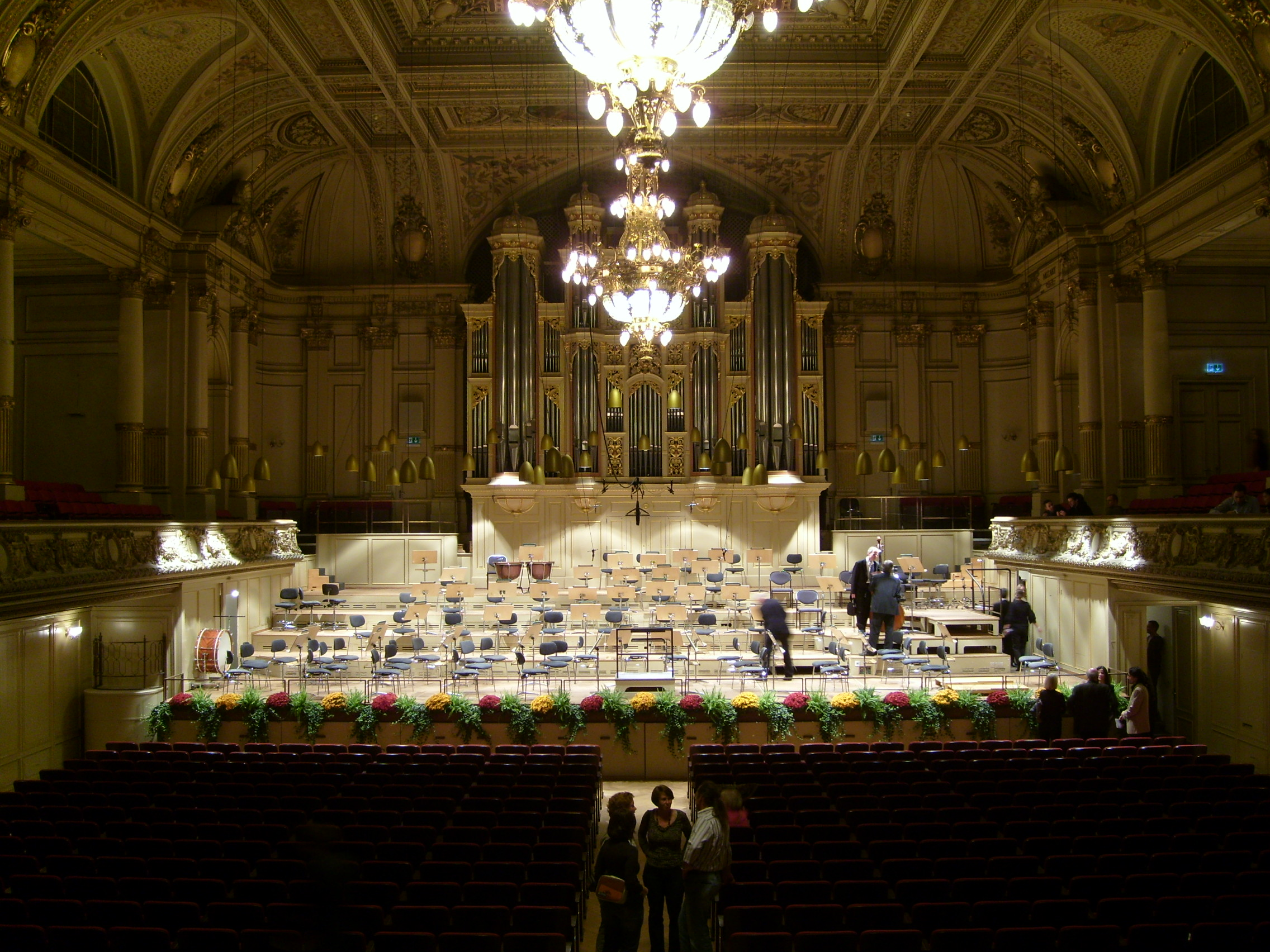
Great Hall Tonhalle Zúrich

El primer director titular de la Tonhalle-Orchester, fue Friedrich Hegar, que la dirigió desde su fundación en el año 1868 hasta 1906. Su sucesor, Volkmar Andreae tuvo un mandato incluso más largo como director principal: 1906-1949, la más larga permanencia en la historia de la orquesta con la realización de cerca de 1.300 conciertos con la orquesta. El mandato de Andreae instituyó los conciertos de la orquesta para las familias, a partir de 1928. En 1947, la ciudad de Zúrich formalizó la ejecución de conciertos para los jóvenes por la orquesta, como parte de los acuerdos de financiación de la ciudad y las subvenciones de la orquesta. Más recientemente, bajo la dirección de David Zinman, la orquesta estableció su serie «tonhalleLATE» de conciertos en la noche que combina conciertos sinfónicos de longitud más corta con la socialización a través de los media.
Durante el interregno entre la dirección de Hiroshi Wakasugi y David Zinman, Claus Peter Flor trabajó como principal director invitado de 1991 a 1995. 
David Zinman se convirtió en director titular de la orquesta en 1995 y se mantuvo en el puesto hasta julio de 2014, el director titular de la orquesta más duradero a partir de Andreae. La orquesta se estrenó en los Proms en septiembre de 2003 con Zinman y su último concierto como director titular fue una aparición en julio de 2014 también en los Proms. Durante su mandato, Zinman ha introducido los elementos de ejecución históricamente informada en el estilo de interpretación de la orquesta, y amplió enormemente su presencia en grabaciones. En el mes de octubre de 2012, la orquesta llama a Lionel Bringuier como su próximo director titular, a partir de la temporada 2014-2015, con un contrato inicial de 4 años. En conjunción con el advenimiento de Bringuier como director titular en la temporada 2014-2015, Esa-Pekka Salonen comenzó su mandato en su nuevo rol como Presidente Creativo de la orquesta.

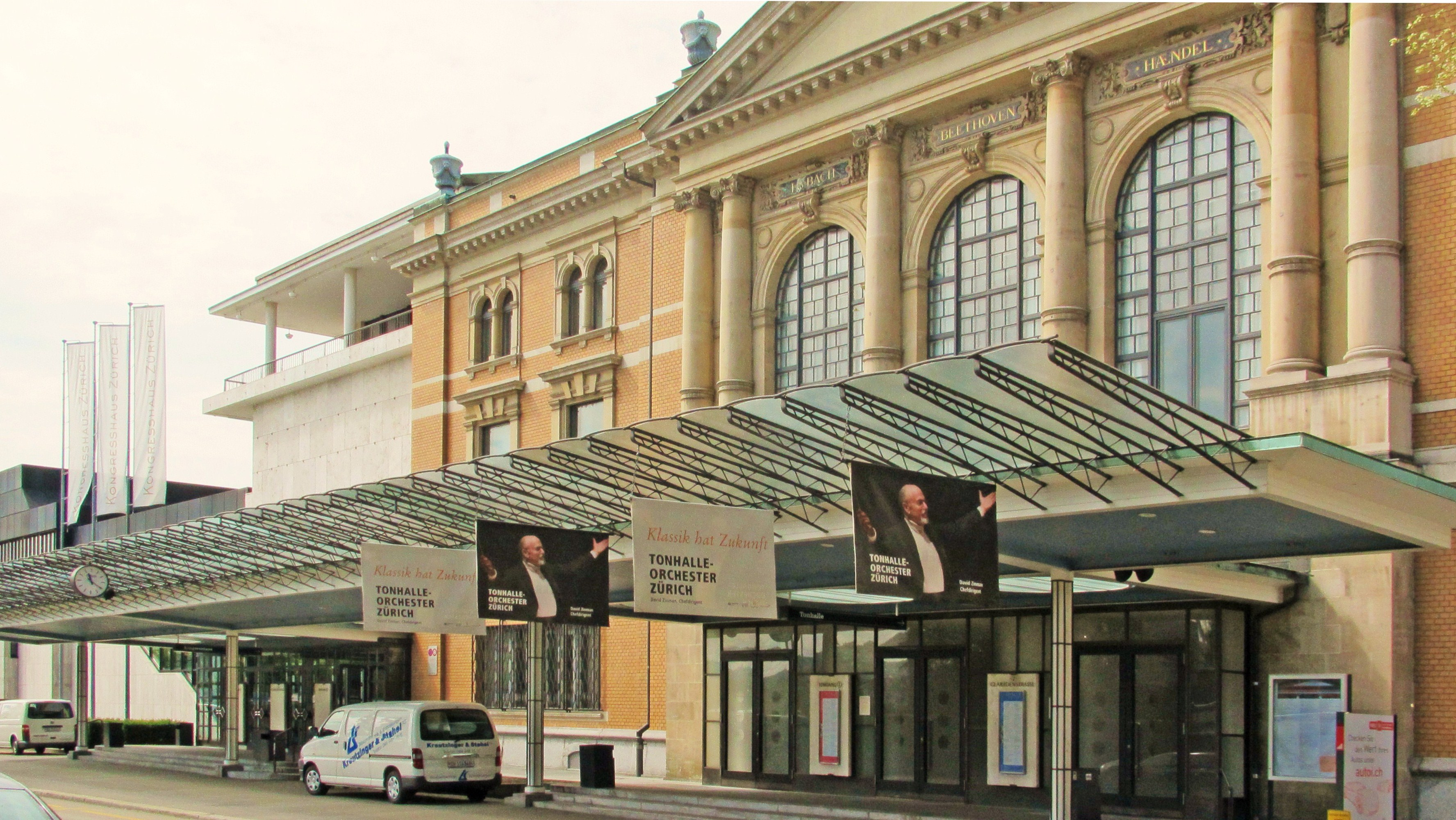
Stadt Zürich Kongresshaus und Tonhalle

La orquesta y Andreae hicieron un pequeño número de grabaciones en la década de los 20, de la música de Vivaldi y de Wolfgang Amadeus Mozart. En 1947, Franz Lehár grabó con la orquesta un cierto número de discos de 78 rpm de su música para Decca Records. Los discos fueron distribuidos en U.S.A. por London Records, inicialmente en el formato de 78 rpm y, a continuación, en LP. Algunas de las grabaciones están disponibles a través de Naxos Records, en CD. El perfil de grabación de la orquesta se incrementó significativamente durante el mandato de Zinman, con muchas de las grabaciones para sellos como Arte Nova,  y RCA. Entre estas últimas se pueden señalar algunas grabaciones muy personales de algunas de las sinfonías de Mahler. Destacan también las grabaciones de las obras orquestales de Richard Strauss, que recogen la tradición interpretativa iniciada en la orquesta por Rudolf Kempe en su periodo de titularidad a finales de los años 60 y las dotan de una claridad y elegancia inusuales. También destacan en particular, sus grabaciones para Arte Nova de todas las sinfonías de Beethoven, que obtuvieron una considerable fama, como uno de los primeros ciclos de grabados con el uso de la nueva edición de Jonathan del Mar de las sinfonías, con la observancia de las marcas metronómicas de Beethoven.

## Directores principales
- Friedrich Hegar (1868-1906)
- Volkmar Andreae (1906-1949)
- Erich Schmid (1949-1957)
- Hans Rosbaud (1957-1962)
- Rudolf Kempe (De 1965 A 1972)
- Charles Dutoit (1967-1971)
- Gerd Albrecht (1975-1980)
- Christoph Eschenbach (1982-1986)
- Hiroshi Wakasugi (1987-1991)
- David Zinman (1995-2014)
- Lionel Bringuier (2014–presente)

## Discografía parcial
- Bruch Dvorak, Conc. vl./Conc. vl. n. 1 - Fischer/Zinman/Tonhalle Zürich, 2012 Decca
- Kalman: Gräfin Mariza - Tonhalle-Orchester Zürich/Victor Reinshagen/Lore Hoffmann/Emmy Loose/Leni Funk/Rupert Glawitsch/John Hendrik, The Art Of Singing
- Lehár: Der Graf von Luxemburg - Tonhalle-Orchester Zürich/Victor Reinshagen/Nora Jungwirth/Wanda von Kobierska/Rupert Glawitsch/Hugo Kratz/Willy Schöneweis/Willy Ferenz/Rolf Sander/Manfred Jungwirth, The Art Of Singing
- Mahler, Sinf. n. 5 (Live, Zurigo, 1997) - Solti/Tonhalle Zürich, Decca
- Ravel, Musiche complete per orchestra - Bringuier/Wang/Tonhalle Zürich, 2014/2015 Deutsche Grammophon
- Ravel Fauré, Conc. p. n. 1-2/Ballata in fa magg. op. 19 - Wang/Bringuier/Tonhalle Zürich, 2015 Deutsche Grammophon
- Tchaikovsky & Bartok: Violin Concertos - Valeriy Sokolov/David Zinman/Tonhalle-Orchester Zürich, 2011 Erato